# Chelonus alternator
Chelonus alternator är en stekelart som först beskrevs av Ji och Chen 2003.  Chelonus alternator ingår i släktet Chelonus och familjen bracksteklar. Inga underarter finns listade i Catalogue of Life.